# Quintiliani

Quintiliani is een metrostation in de Italiaanse hoofdstad Rome. Het station werd geopend op 23 juni 2003 en wordt bediend door lijn B van de metro van Rome.

## Geschiedenis

De zakenwijken van het SDO in het rood op de kaart van Rome

In het metroplan van 1941 liep metrolijn C tussen Termini en Rebbibia onder de Via Tiburtina. Na de Tweede Wereldoorlog werden de plannen voor de metro herzien waarbij lijn C vooralsnog uit de plannen verdween. In de jaren vijftig van de twintigste eeuw werden er plannen gemaakt om bedrijven onder te brengen in zakenwijken buiten het centrum die vooral goed per auto bereikbaar moesten zijn. Het uitgewerkte plan, Sistema Direzionale Orientale (SDO), werd op 18 december 1962 ingediend en drie jaar later goedgekeurd. De noordelijkste van de zakenwijken, het centro direzionale Pietralata, zou worden opgetrokken op het terrein vlak ten oosten van het station Tiburtina. Als OV-component van het SDO kwamen de eerste plannen voor lijn D op tafel die, in de middenberm van de eveneens geplande autosnelweg, de oostelijke woonwijken en de geplande zakenwijken van het SDO onderling moest verbinden. Na de voltooiing van lijn A in 1979 kwamen er nieuwe plannen voor een metro naar Rebibbia. In plaats van lijn C alsnog te bouwen werd besloten om lijn B te verlengen met een vertakking bij de Piazza Bologna. De oosttak loopt vandaar naar station Tiburtina en daarna onder het terrein van het geplande centro direzionale Pietralata. Metrostation Quintiliani werd dan ook aanbesteed als Pietralata en zou het overstappunt worden tussen de lijn D en lijn B. 

## Aanleg
De bouw van de verlenging van Termini tot Rebbibia begon in 1982. Toen de verlenging van lijn B op 7 december 1990 werd geopend was het station gereed maar bleef het gesloten. De naam werd gebruikt voor een ander station langs de lijn verder naar het oosten. Ruim twaalf jaar was het een spookstation totdat het op 23 juni 2003 alsnog werd geopend en genoemd werd naar de Casale dei Quintiliani, de boerderij die hier vroeger stond. In het metroplan van 2007 heeft lijn D een andere route gekregen zodat er geen sprake meer is van een kruisingsstation. 

## Ligging en inrichting
Bovengronds werd het SDO-plan officieel in 2008 ingetrokken en het station ligt dan ook midden in een braakliggend terrein. Sinds de opening dient het vooral als overstappunt op pendelbus 441 voor bezoekers aan het Sandro Pertini ziekenhuis aan de noordrand van het terrein. Het station is zowel met trappen als een lift toegankelijk. De naast elkaar gelegen trappen komen direct uit bij de toegangspoortjes langs het perron richting centrum. Reizigers in de andere richting moeten via een tunneltje onder de sporen naar het andere perron.